# Jacques-Joseph Champollion
Jacques-Joseph Champollion, genannt Champollion-Figeac (* 5. Oktober 1778 in Figeac; † 9. Mai 1867 in Fontainebleau) war ein französischer Archäologe und Bibliothekar und der ältere Bruder des Ägyptologen Jean-François Champollion. Nach dessen frühem Tod gab er viele seiner Werke heraus, zu denen er selbst beigetragen hatte.

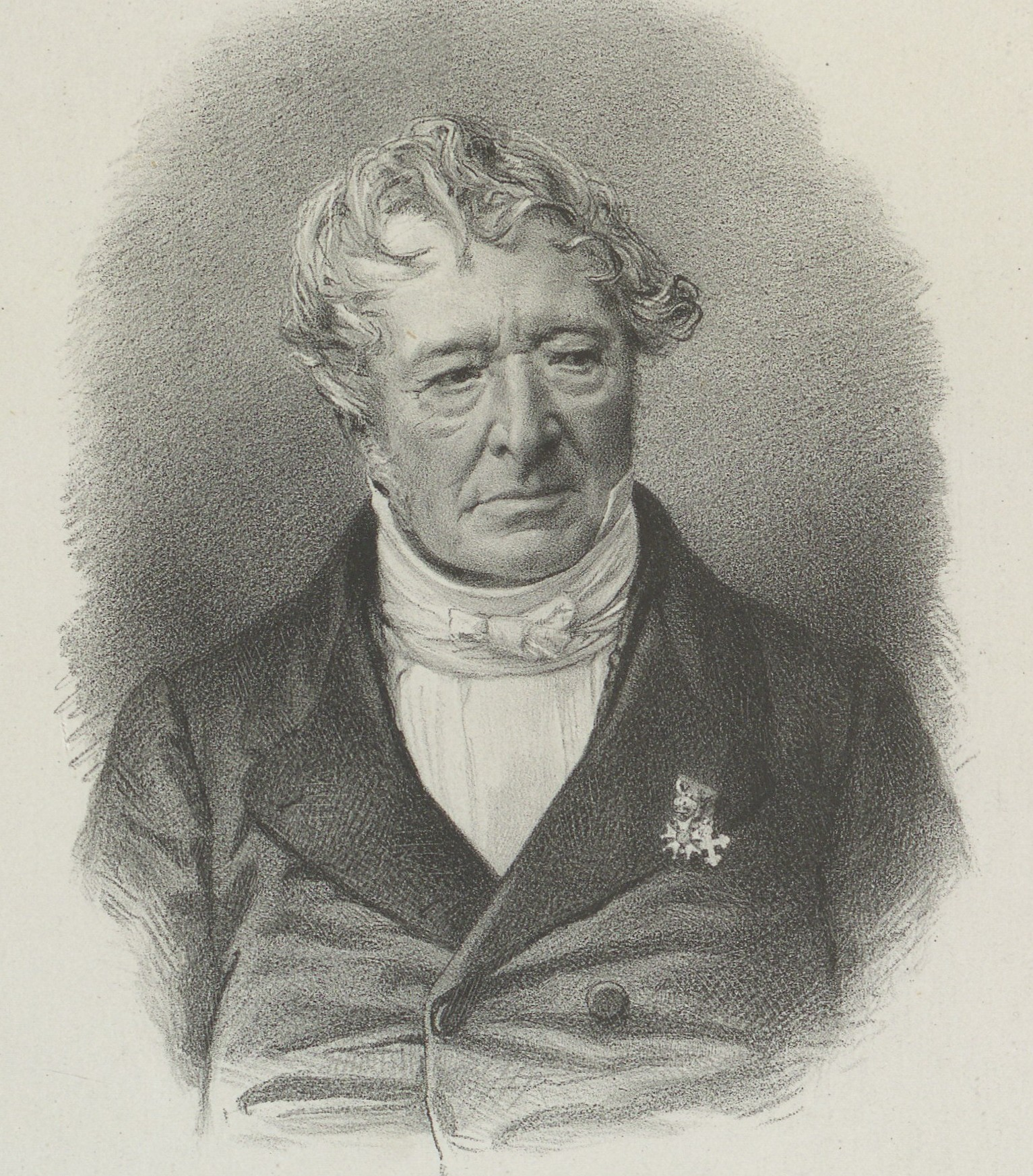
Jacques-Joseph Champollion

## Leben
Die Brüder Champollion stammten aus bescheidenen Verhältnissen. Ihr Vater Jacques Champollion (1744–1821) war 1770 aus dem Weiler La Roche in den französischen Alpen nach Figeac im Département Lot gezogen, wo seine acht Kinder geboren wurden. Da die Familie keine Schulausbildung finanzieren konnte, wurde Jacques-Joseph Autodidakt und brachte auch seinem um zwölf Jahre jüngeren Bruder das Lesen und Schreiben bei.
1810 wurde er Professor für Altgriechisch und Bibliothekar an der Universität Grenoble, verlor jedoch diese Stelle wegen seiner Unterstützung Napoleons in den Hundert Tagen 1815 und musste für drei Jahre ins Exil gehen. Von 1828 bis 1848 arbeitete er in der Französischen Nationalbibliothek in Paris und wurde Professor für Paläographie an der École des chartes. In der Revolution von 1848 verlor er wiederum diese Stelle, wurde jedoch 1849 Bibliothekar im Schloss Fontainebleau. Er verfasste mehrere philologische und historische Werke und publizierte zahlreiche Arbeiten seines jüngeren Bruders. Er starb in Fontainebleau und wurde auf dem dortigen Friedhof begraben.
Sein Sohn Aimé-Louis (1812–1894) arbeitete ebenfalls in der Nationalbibliothek und verfasste eine biographische Abhandlung über seine Familie unter dem Titel Les Deux Champollion (Grenoble 1887).

## Ehrungen
1812 wurde er zum korrespondierenden Mitglied der Göttinger Akademie der Wissenschaften gewählt. 1814 wurde er zum korrespondierenden Mitglied der Académie des Inscriptions et Belles-Lettres, 1826 zum korrespondierenden Mitglied der Göttinger Akademie der Wissenschaften, 1832 zum korrespondierenden Mitglied des Koninklijk Nederlandsch Instituut van Wetenschappen, Letteren en Schoone Kunsten gewählt.

## Schriften
- Antiquités de Grenoble ou Histoire ancienne de cette ville d’après ses monuments. Imprimerie de J. H. Peyronard, Grenoble 1807.
- Nouvelles recherches sur les patois ou idiomes vulgaires de la France et en particulier sur ceux du département de l’Isère.  libraire et marchand de cartes, Goujon, Paris 1809.
- Annales des Lagides, ou chronologie des rois grecs d’Égypte. imprimeur-libraire, Paris 1819
- Annales des Lagides, ou chronologie des rois Grecs d'Égypte successeurs d'Alexandre le Grand. Ouvrage couronné par l'Académie royale des Inscriptions et Belles-Lettres de l'institut de France, au concours de l'Année MDCCCXVIII. Par M. Champolion-Figeac. Supplément, contenant la défense de la Chronologie de cet Ouvrage. Fantin et Cie., Charpenat, Goujon, Paris 1820
- Nouvelles recherches sur la ville gauloise d’Uxellodunum, assiégée et prise par J. César, rédigées d’après l’examen des lieux et des fouilles récentes, et accompagnées de plans topographiques et de planches d’antiquités. Imprimerie royale, Paris 1820.
- L’Égypte ancienne. Firmin-Didot, Paris 1839.